# Christ König (Bremen)

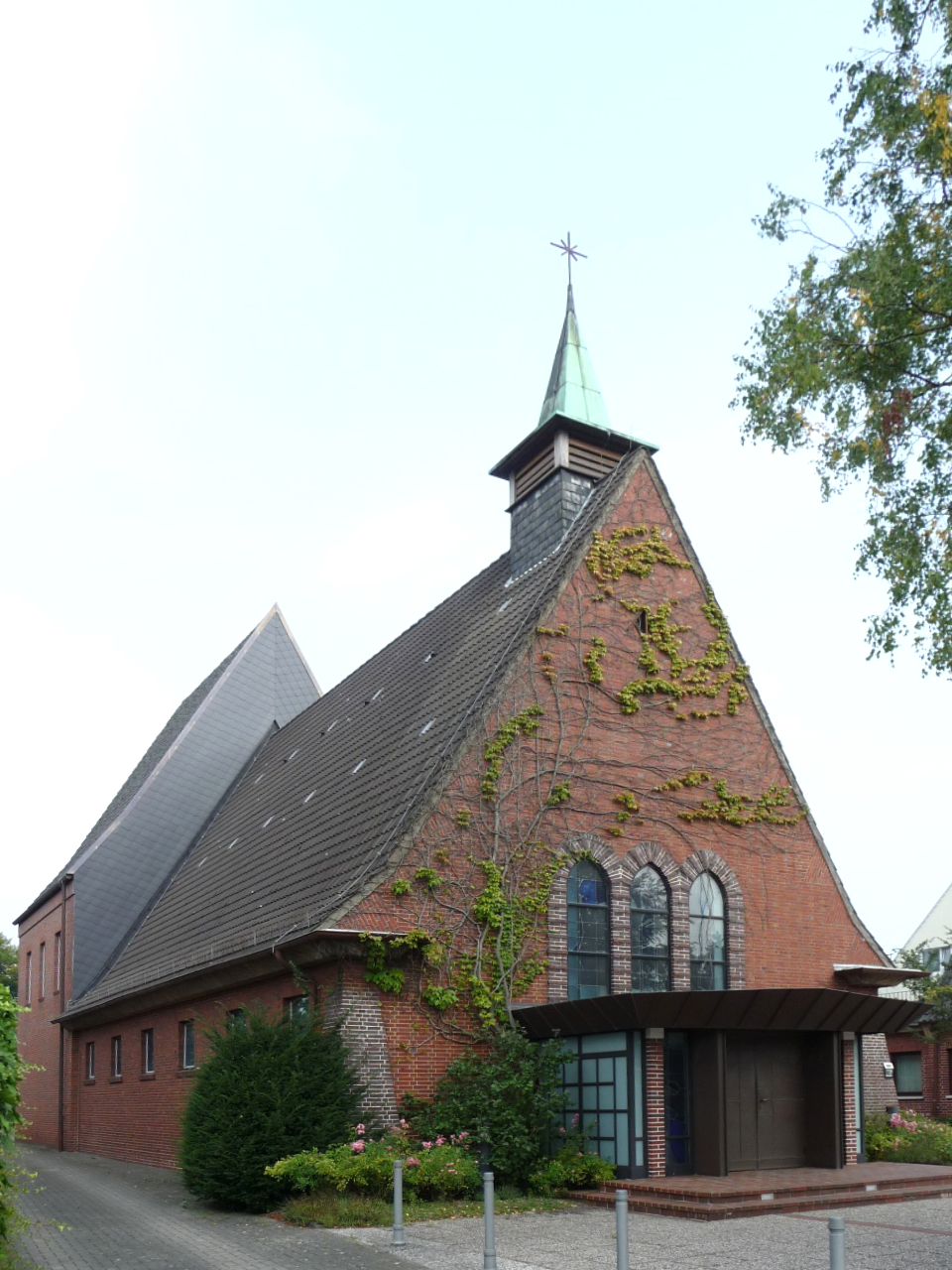
Außenansicht (2019)

Christ König war die römisch-katholische Kirche in Rönnebeck, im Stadtteil Blumenthal in Bremen. Die seit 2019 profanierte Kirche trug das Patrozinium Christkönig (Christus Rex) und befand sich in der Dillener Str. 112. Das Gotteshaus gehörte zur Pfarrei St. Marien (Bremen-Blumenthal) im Dekanat Bremen-Nord des Bistums Hildesheim.

## Geschichte
Der erste katholische Gottesdienst in Rönnebeck wurde schon 1850 im Haus der Familie Montag in der Dillener Str. 81 gefeiert, vom 27. November 1921 an fanden Gottesdienste im auf dem Dachboden des Gasthauses Zur Linde der Familie Luhrmann vorhandenen Tanzsaales statt. Seit 1890 vergrößerte sich durch die Industrialisierung, unter anderem durch die 1884 eröffnete Bremer Woll-Kämmerei, die Zahl der Katholiken.
Am 19. März 1930 erfolgte die Grundsteinlegung für die Kirche, und bereits am 8. April 1930 wurde das Richtfest gefeiert. Am 29. Juni 1930 wurde die Kirche durch den Paderborner Prälat Schäfers geweiht, als eine der ersten Kirchen mit diesem Patrozinium nach Einsetzung des Christkönigsfestes durch Papst Pius XI. im Jahr 1925. 1952 wurde das Pfarrhaus erbaut, und am 1. Januar 1962 die Kuratie Christ König gegründet. 1966 wurden nach der Liturgiereform des Zweiten Vatikanischen Konzils im Rahmen einer Renovierung die Kanzel und die Kommunionbank entfernt sowie eine Orgel eingebaut. Ab 1970 erfolgte eine erhebliche Erweiterung des Altarraumes, die am 15. Mai 1971 eingeweiht wurde. Am 1. Mai 1978 wurde die Kirchengemeinde zur Pfarrei erhoben, 1988 folgte der Bau des Pfarrheims. 1998 bekam die Kirche im Zuge einer Renovierung neue Buntglasfenster, die von der Künstlerin Christiane Schwarze-Kalkoff aus Halle (Saale) entworfen wurden.
Seit dem 1. November 2006 gehörte die Kirche zur Pfarrei St. Marien, die Pfarrgemeinde Christ König wurde in diesem Zusammenhang aufgehoben. 2016 übernahm die Caritas das Pfarrheim und richtete dort die Kinderkrippe St. Nicolai ein. Am 28. Juni 2019 erfolgte die Profanierung der Kirche durch Weihbischof Heinz-Günter Bongartz. Das Kirchengebäude soll von der benachbarten Kinderkrippe mit übernommen werden, das Kircheninventar einschließlich der Orgel soll größtenteils für einen Kirchenneubau in Ełk (Polen) genutzt werden.